# 6 Pułk Ułanów (Księstwo Warszawskie)
6 Pułk Ułanów – oddział jazdy polskiej Armii Księstwa Warszawskiego.
Sformowany w 1806 w Bydgoszczy. Pod koniec 1809 roku pułk liczył 610 żołnierzy.

## Mundur
Do 1809 roku pułk posiadał barwy 3 Legii. Wyłogi i kołnierz były białe z dodatkami żółtymi lub złotymi.
Nie było to jednak takie oczywiste, gdyż w liście z 6 lipca 1807 roku płk Dziewanowski pytał ministra wojny o właściwe barwy munduru swej jednostki, bo gen. Dąbrowski postanowił, "aby kołnierze i łapki były karmazynowe, a klapy białe i na ten sposób dał już wiele mundurów narobić" a kierujący wówczas 3 Legią gen. Aksamitowski "kazał robić całe białe".
Od 1810 roku obowiązywała następująca barwa munduru:

Kołnierz biały z karmazynową wypustką. Rabaty granatowe z karmazynową wypustką.
 
Wyłogi granatowe z karmazynową wypustką.

Lampasy spodni karmazynowe.

## Dowódcy pułku
Pułkiem dowodzili:
- płk Wincenty Krasiński (27 grudnia 1806)
- płk Dominik Dziewanowski (3 stycznia 1807)
- płk Michał Pągowski (20 marca 1810)
- płk Tadeusz Suchorzewski (11 października 1812).

## Bitwy i potyczki
Pułk brał udział w walkach w czasie pierwszej wojny polskiej 1807 roku, wojny polsko austriackiej, inwazji na Rosję 1812 roku i kampanii 1813 roku.
Bitwy i potyczki:

- Tczew (23 lutego 1807)
- Gdańsk (26 marca 1807)
- Frydland (14 czerwca 1807)
- Włodawa (6 maja 1809)
- Zamość (15–20 maja 1809)
- Sandomierz (17 i 18 maja oraz 15,16 i 26 czerwca 1809)
- Sobola (27 maja 1809)
- Skierniewice (28 czerwca 1809)
- Pińczów (9 lipca 1809)
- Ostrowno (26 lipca 1812)
- Jelnia (5 września 1812)
- Możajsk (7 września 1812)
- Winkowo (4 października 1812)
- Neustadt (15 września 1813)
- Lauterbach (21 września 1813)
- Zehma (4 października 1813)
- Wachau (16 października 1813).